# 440670 Bécassine
440670 Bécassine è un asteroide della fascia principale. Scoperto nel 2005, presenta un'orbita caratterizzata da un semiasse maggiore pari a 2,293912 UA e da un'eccentricità di 0,231347, inclinata di 3,419196° rispetto all'eclittica.
È dedicato all'omonimo personaggio protagonista di una serie a fumetti francese.